# Schrems bei Frohnleiten
Schrems bei Frohnleiten är en tidigare kommun i Österrike. Den utgör en del av kommunen Frohnleiten i förbundslandet Steiermark, 130 km sydväst om huvudstaden Wien. 
Kommunen bestod av två orter (Ortschaften) (inom parentes invånarantal 1 januari 2024):
- Gschwendt (266)
- Schrems (301)